# 4407 Taihaku
4407 Taihaku este un asteroid din centura principală, descoperit pe 13 octombrie 1988, de Masahiro Koishikawa.